# Aland (Saxônia-Anhalt)
Aland é um município da Alemanha, situado no distrito de Stendal, no estado de Saxônia-Anhalt. Tem 92,28 km² de área, e sua população em 2019 foi estimada em 1.346 habitantes.